# Comté de Yuma (Colorado)
Pour les articles homonymes, voir Comté de Yuma.
Le comté de Yuma est un comté du Colorado. Son chef-lieu est Wray. Les autres municipalités du comté sont Eckley et Yuma (dont le comté a pris le nom).

## Démographie
| 1890  | 1900  | 1910  | 1920   | 1930   | 1940   |
| ----- | ----- | ----- | ------ | ------ | ------ |
| 2 596 | 1 729 | 8 499 | 13 897 | 13 613 | 12 102 |

| 1950   | 1960  | 1970  | 1980  | 1990  | 2000  |
| ------ | ----- | ----- | ----- | ----- | ----- |
| 10 827 | 8 912 | 8 544 | 9 682 | 8 954 | 9 841 |

| 2010   | - | - | - | - | - |
| ------ | - | - | - | - | - |
| 10 043 | - | - | - | - | - |